# Eping River
Eping River är ett vattendrag i Guyana.   Det ligger i regionen Cuyuni-Mazaruni, i den nordvästra delen av landet. Eping mynnar i floden Rio Mazaruni. Omgivningen utgörs av regnskog.